# Guillaume Postel

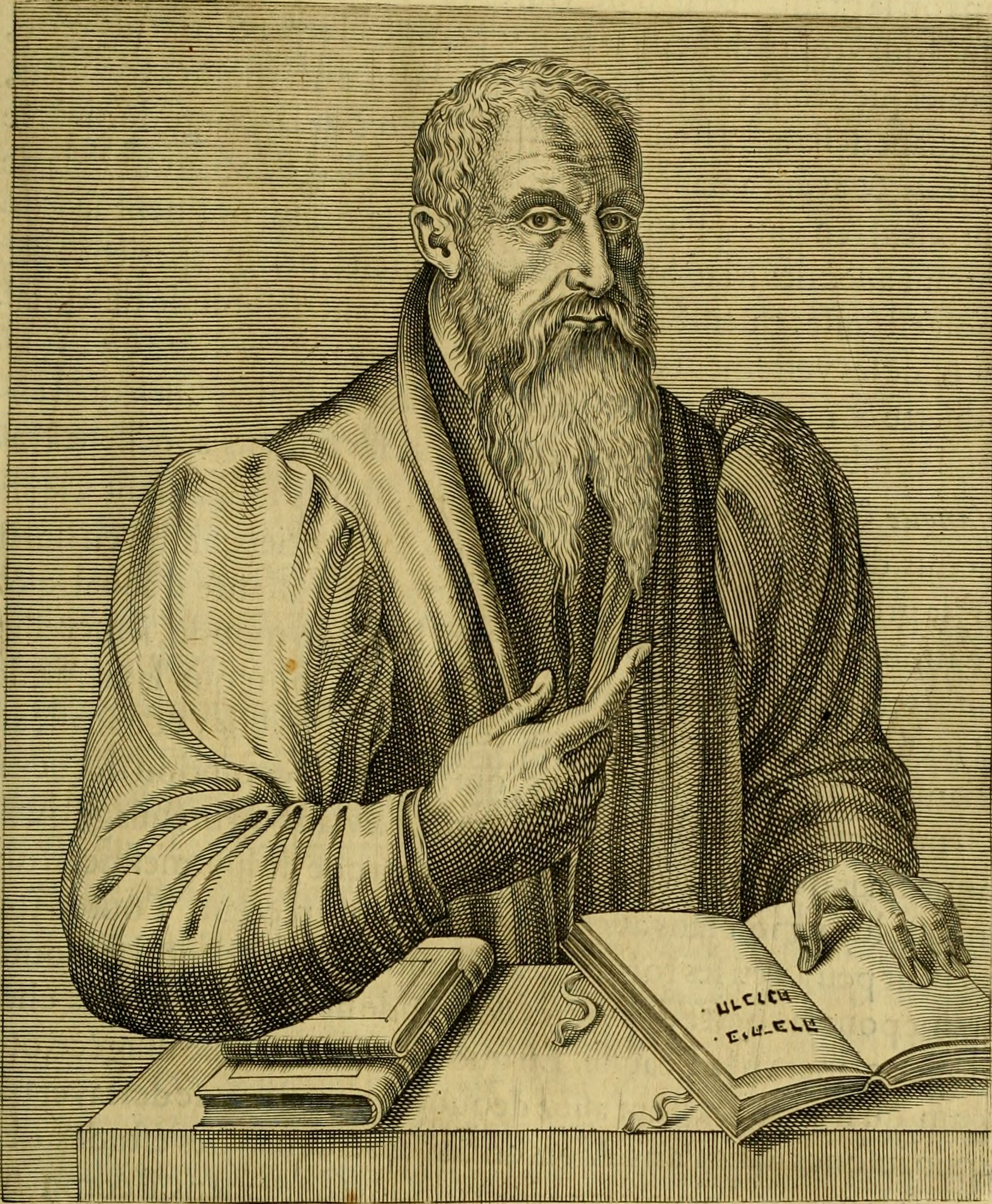
André Thevets Porträt von G. Postel

Guillaume Postel (latinisiert Guilhelmus Postellus; * 25. März 1510 in Dolerie bei der Pfarrgemeinde Barenton, Département Manche, Basse-Normandie; † 6. September 1581 in Paris) war ein französischer Humanist und Universalgelehrter (Mathematiker, Kartograph, Linguist, Kabbalist, Orientalist). Er hatte Visionen von einer Weltreform, die dem jüdischen Mystizismus nahestehen. Er verwendete unter anderem die Pseudonyme Rorisperge und Elias Pandocheus.

## Leben und Werk
Guillaume Postels Eltern starben an der Pest, als er acht Jahre alt war. Der frühreife Postel unterrichtete schon als 13-Jähriger in Sagy, um seine Reise nach Paris zu bezahlen. Doch unmittelbar nach seiner Ankunft wurde er ausgeraubt, wurde schwer krank und verbrachte 18 Monate in einem Krankenhaus. Daraufhin arbeitete er in der Landwirtschaft in der Beauce, um wiederum seine Studien bezahlen zu können. Er schrieb sich am Collège Sainte-Barbe in Paris ein, wo er Diener des spanischen Gelehrten Juan Gelida († 1558 in Bordeaux) wurde, der das Organon des Aristoteles nach scholastischen Prinzipien unterrichtete, die von seinem Zeitgenossen Jacques Lefèvre d’Étaples kritisiert wurden.
Guillaume Postel studierte in Paris Latein und Griechisch. Nebenbei lernte er auch Portugiesisch und Spanisch. Pariser Juden brachten ihm die Anfänge des Hebräischen bei, das er ab 1530 auch bei François Vatable im neu errichteten Collège de France studierte. Postel beherrschte später auch Italienisch und Arabisch, das Syrische und andere semitische Sprachen. Sein Talent wurde von dem französischen König Franz I. und seiner Schwester Margarete von Navarra bemerkt.
1535 wurde Postel vom König nach Konstantinopel als Dolmetscher im Dienste von Jean de La Forêt entsandt, der dort von 1534 bis 1537 der erste Botschafter Frankreichs war und bei Sultan Süleyman I. für das französisch-osmanische Bündnis gegen den Habsburger Kaiser Karl V. warb. Postel kehrte mit wertvollen und wichtigen Manuskripten nach Paris zurück.

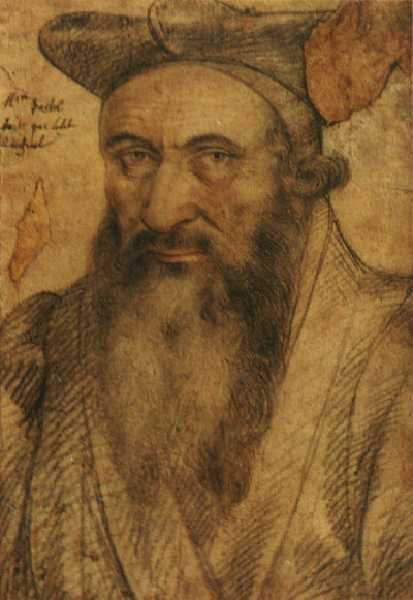
Zeitgenössisches Porträt Postels

Guillaume Postel war von 1539 bis 1543 am Collège des trois langues Professor für Griechisch, Hebräisch und Arabisch. Sein utopisches, 1544 in Basel erschienenes Werk De orbis terræ concordia, mit Hinweisen auf Gemeinsamkeiten der Weltreligionen, wurde von der Sorbonne zensiert, worauf Postel die Unterstützung von Franz I. verlor und zu Fuß nach Rom zog. Er trat dort im Juni 1544 den Jesuiten bei, der Novize konnte dort aber nur achtzehn Monate lang bleiben. Er offenbarte Ignatius von Loyola seine Vision einer französischen Weltherrschaft mit einem in Frankreich gewählten Papst und musste gehen. Er konnte zunächst in Rom bleiben, danach führte er ein unruhiges Wanderleben als Mystiker, Astrologe und Visionär. Von Ende 1546 oder Anfang 1547 bis 1549 war er in Venedig, von dort reiste er, von seinem Verleger Daniel Bomberg unterstützt, nach Jerusalem, Ägypten, ins Heilige Land und dann mit Hilfe des französischen Botschafters d’Aramont nach Konstantinopel, das er im Juni 1550 erreichte. Postel verließ die Stadt vielleicht schon im Herbst. Er war 1550 oder 1551 in Venedig und kehrte, wohl über Dijon (1552), nach Paris zurück. Er wurde gnädig aufgenommen, allerdings war sein Gönner, König Franz I., gestorben und Postel erhielt keine Stelle am Collège de France. Er unterrichtete am Collège des Lombards und predigte daneben sehr erfolgreich seine religiös-politischen Visionen, bis ihm das von König Heinrich II. untersagt wurde. Im Mai 1553 verließ er Paris und ging über Dijon und Besançon nach Basel, wo er mit Kaspar Schwenckfeld, Sebastian Castellio und David Joris zusammentraf. Postel veröffentlichte eine Verteidigung (Apologia pro Serveto) des von Johannes Calvin verbrannten Ketzers Michael Servetus. Calvin antwortete mit einer anklagenden Verteidigung Defensio contra Servetum und Postel musste Basel verlassen. Er ging nach Venedig, um an syrischen Bibeltexten zu arbeiten. Als er von einem ähnlichen Projekt in Wien hörte, ging er Ende 1553 dorthin. König Ferdinand I. ernannte ihn zum Professor, aber Postel blieb nur ein halbes Jahr.
Schriften von ihm sollten in Venedig indiziert werden und er ging im Mai 1554 nach Venedig zurück, um sich zu verteidigen. 1555 wurde er in Venedig wegen Häresie angeklagt und verurteilt, aber, eingestuft als amens, also als Schwachsinniger, freigelassen. Wegen eines anderen Buches in Ravenna festgesetzt und nach Rom überstellt, war er seit 1556 in dem päpstlichen Gefängnis Ripetta in Rom inhaftiert, einem Gefängnis für Juden und Häretiker. Die Ripetta wurde im Jahre 1559 im Aufruhr nach dem Tod Papst Paul IV. von der Bevölkerung gestürmt und Postel konnte entkommen. Nach einigen Umwegen über Basel, Venedig, Augsburg und Lyon, kehrt er 1562 nach Paris zurück. Erneutes Predigen brachte ihn wiederholt in Schwierigkeiten und er musste sich 1563 in das Kloster St-Martin-des-Champs zurückziehen, wo er am 6. September 1581 starb. Er war allerdings kein Gefangener im eigentlichen Sinn und konnte das Kloster von Zeit zu Zeit verlassen. Er arbeitete dort weiter an seinen Schriften.

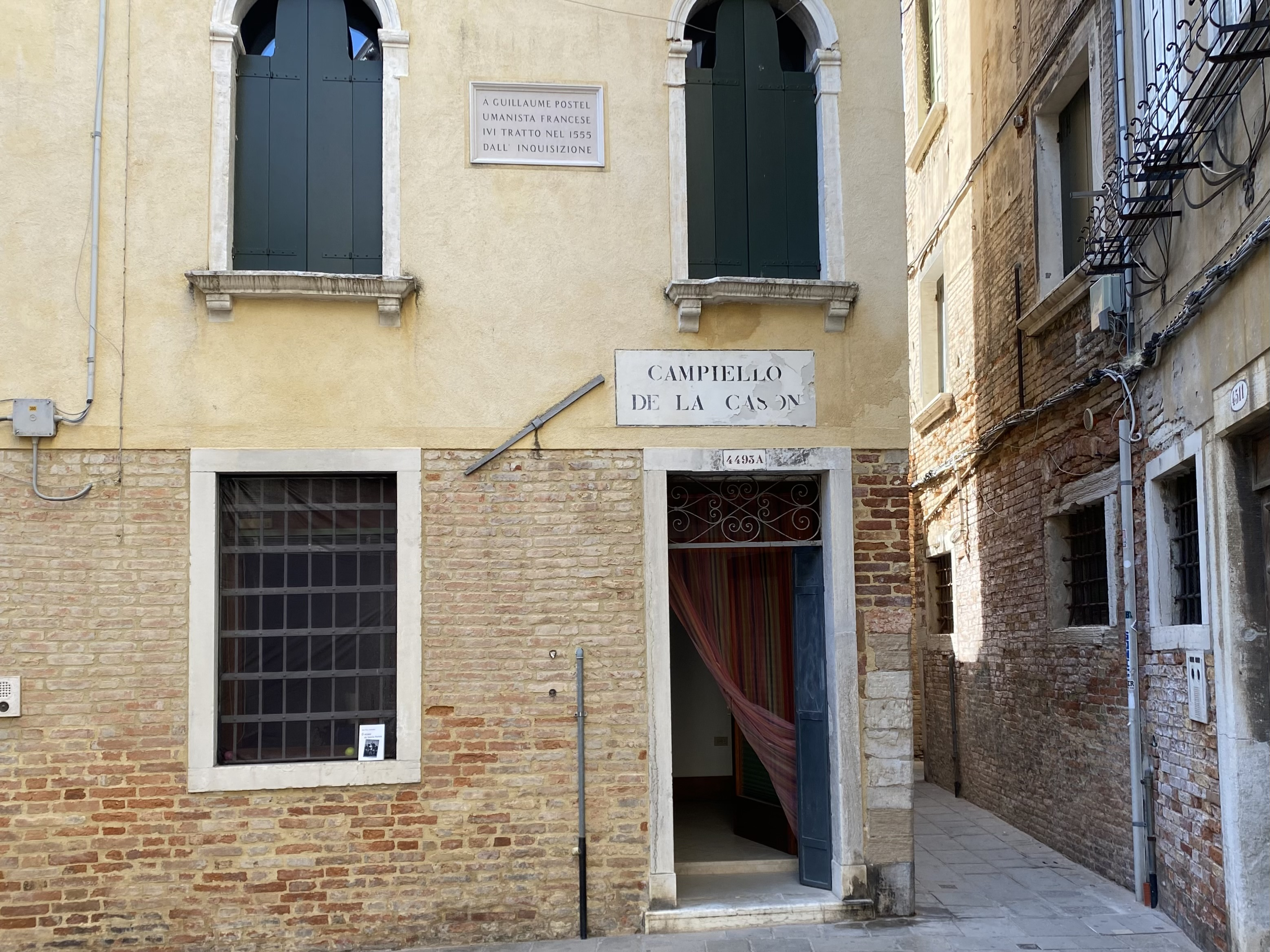
Ehemaliges venezianisches Gefängnis, in dem Postel 1555 von der Inquisition festgehalten wurde

Sein Verdienst liegt darin, zahlreiche griechische, hebräische und arabische Texte in europäischen intellektuellen Kreisen in der frühen
Neuzeit bekannt gemacht zu haben. Unter diesen Texten finden sich:
- Euklids Elemente, in der Version des Astronomen Nasīr ad-Dīn at-Tūsī,
- Ein Werk des Astronomen al-Charaqī aus dem 12. Jahrhundert: Muntahā al-idrāk fī taqāsīm al-aflāk („Das endgültige Verständnis der Teilungen der Sphären“), ein Kommentar zum Almagest des Ptolemäus,
- Weitere astronomische Werke von at-Tūsī und weiteren islamischen Astronomen, die Nikolaus Kopernikus’ Epizykeltheorie beeinflusst haben könnten,
- Lateinische Übersetzungen des Sohar, des Sefer Jetzira und des Sefer ha-Bahir, die grundlegenden Werke der jüdischen Kabbala, die noch vor den hebräischen Erstdrucken dieser Werke publiziert wurden,
- weitere kabbalistische Texte, darunter sein eigener Kommentar zur kabbalistischen Bedeutung der Menora, der 1548 auf Lateinisch und anschließend auf Hebräisch veröffentlicht wurde.

## Werke (Auswahl)

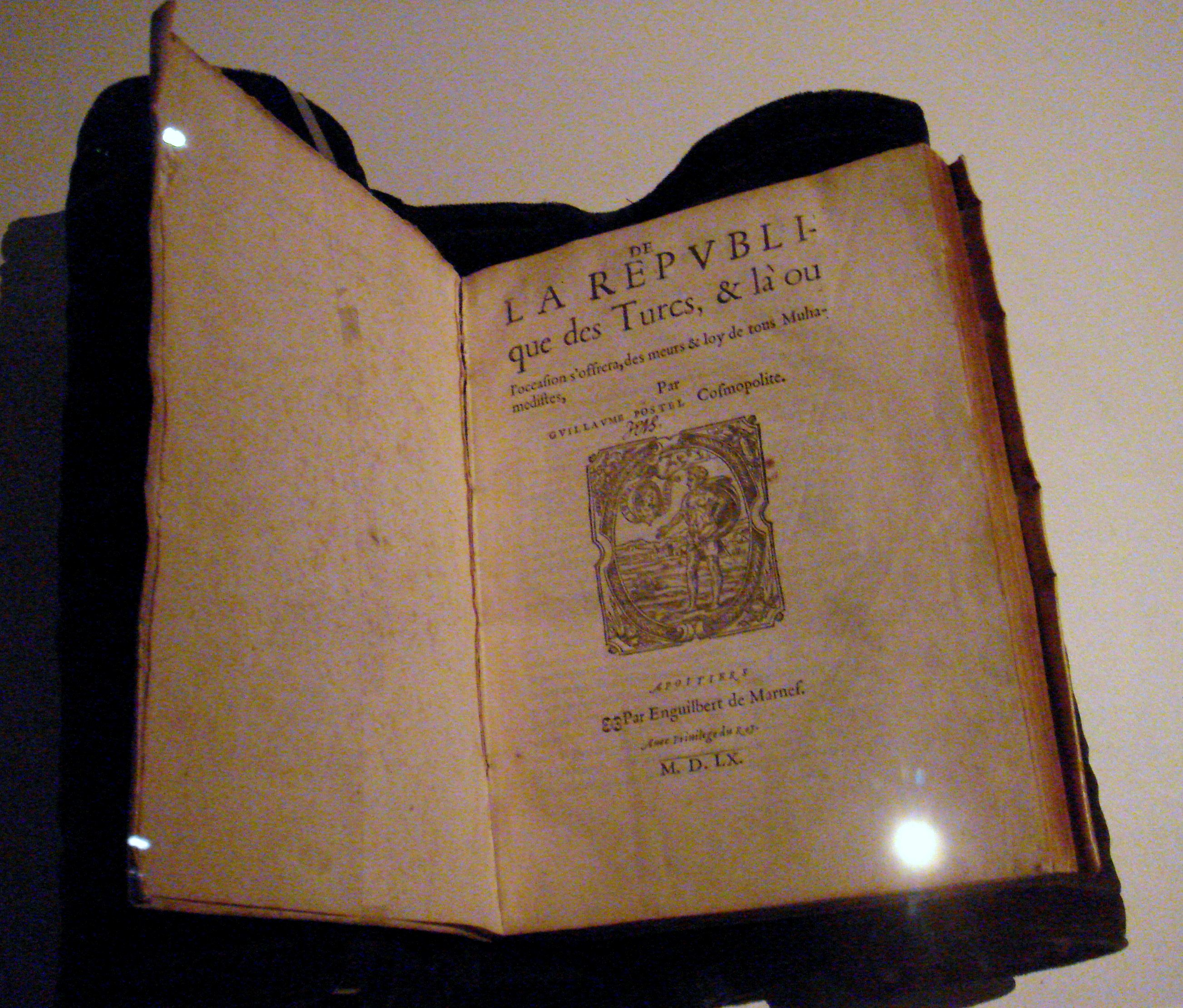
De la République des Turcs, Guillaume Postel, Poitiers, 1560

- Linguarum duodecim characteribus differentium alphabetum, introductio, ac legendi modus longe facilimus (Paris 1538). (Digitalisat)
- De originibus seu de Hebraicae linguae antiquitate liber (Paris 1538).
- Alcorani seu legis Mahometi, et Evangelistarum concordiae liber (Paris 1543).
- De rationibus Spiritus sancti Lib. II (Paris 1543).
- De magistratibus Atheniensium liber (Basel 1543).
- Libro de Magistrati de gli Atheniesi (Venedig 1543, Mitautor: Cornelis Gemma-Frisius).
- Sacrarum apodixeon, seu Euclidis Christiani lib. II (Paris 1543, Mitautor: Giovanni Tatti).
- De orbis terrae concordia libri quatuor (Basel 1544). (Digitalisat)
- Absconditorum à constitutione mundi clavis, qua mens humana tam in diuinis quàm in humanis per tinget ad interior uelaminis aeternae ueritatis (Basel 1546).
- De nativitate mediatoris ultima, nunc futura, et toti orbi terrarum in singulis ratione praeditis manifestanda, opus (Basel 1547). (Digitalisat)
- Panthenosia, Compositio Omnivm Dissidiorum circa aeternam ueritatem aut uerisimilitudienem uersantium (Basel um 1550, Mitautor: Johann Friedrich Heckel).
- De magistratibus Atheniensium liber (Basel 1551).
- De Etruriae regionis, quae prima in orbe Europaeo habitata est, originibus, institutis, religione et moribus … commentatio (Florenz 1551).
- Abrahami Patriarchae libre Jezirah (Paris 1552).
- Description & charte de la Terre Sainte, qui est la proprieté de Jesus Christ (?, 1552).
- Sefer Jezirah. Übersetzt und kommentiert von Guillaume Postel. Neudruck der Ausgabe Paris 1552. Herausgegeben, eingeleitet und erläutert von Wolf Peter Klein. Frommann-Holzboog, Stuttgart-Bad Cannstatt 1994.
- De universitate liber (Paris 1552, Mitautor Joannes Gueullartius).
- L' Histoire memorable des expeditions … faicts par les Gaules … (Paris 1552).
- Libre de causis, seu de principiis & originibus naturae utriusque (Paris 1552).
- La loy salique … (Paris 1553, Mitautor: Sebastien Nivelle).
- Les très-merveilleuses victoires des femmes du nouveau monde … (Paris 1553, Mitautor: Jehan Ruelle).
- La doctrine du siecle doré ou de l’évangelike regne de Jesus (Paris 1553, Mitautor: Jehan Ruelle).
- De originibus seu de varia … Latino incognita historia totius Orientis (Basel 1553).
- De linguae Phoenicis … excellentia … praefatio (Wien 1554, Mitautor: Zimmermann).
- Regii in Academia Viennensi linguarum peregrinarum et mathematum professoris de linguae Phoenicis siue Hebraicae excellentia & de necessario illius & Arabicae penes Latinos vsu, praefatio, aut potius loquutionis humanaeue perfectionis Panegyris (Wien 1554, Mitautor: Zimmermann).
- Le prime nove del altro mondo: cioe … La Vergine Venetiana (Padua 1555, Mitautor: Gratiosos Perchacino).
- Epistola ad C. Schwenckfeldium (Jena 1556, Mitautor: Christianus Rhodius).
- De la République de Turcs (1560).
- Cosmographicae disciplinae compendium, in suum finem, hoc est ad divinae providentiae certissimam demonstrationem conductum (Basel 1561). (Digitalisat)
- Discussio divinationis … (Paris 1571).
- De peregrine stella … (Paris 1573, Mitautor: Gemmae Cornelii).
- De peregrina stella quae superiore anno primum appaere coepit ([Basel] 1575). (Digitalisat)
- Des histoires orientales et principalement des Turkes ou Tourchikes et Schitiques ou Tartaresques et aultres qui en sont descentues (Paris 1575, Mitautoren: de Marnet und Cauellat).
- Les premiers élemens d’Euclides chestien (Paris 1579).